# Số điện thoại thứ 601
Số điện thoại thứ 601 (giản thể: 第601个电话; phồn thể: 第601個電話; bính âm: Dì liù líng yī ge diàn hùa) là một bộ phim điện ảnh được đạo diễn Trương Quốc Lập sản xuất năm 2006. Bộ phim được công chiếu trên khắp Trung Quốc vào ngày 16 tháng 8 năm 2006.

## Nội dung
Câu chuyện xoay quanh ba nhân vật trẻ với hoàn cảnh sống khác biệt nhau.
Dị Thục là một cô gái với dáng vẻ bình thường. Cô cho rằng bản thân mình luôn gặp những chuyện xui xẻo, trục trặc mà chỉ có cách đổi tên họ mới may có thể giúp cô giải hạn vận xui của mình.
Thiên Hựu là một ngôi sao vừa có sắc vừa có tài và rất nổi tiếng lúc bấy giờ. Tuy sống trong ánh hào quang sân khấu rực rỡ, nhưng đằng sau là một tâm hồn cô đơn. Cô luôn tìm kiếm những bài hát hay, ý nghĩa cho riêng mình chứ không phải khoác lên mình những bài hát vô hồn của công nghệ lăng xê.
Hiểu Văn là một chàng trai trẻ đam mê âm nhạc, đầy lạc quan và nghị lực. Anh rất hâm mộ Thiên Hựu và mong muốn có thể sáng tác một bài hát cho cô.
Sự kiện 600 số điện thoại của các ngôi sao, diễn viên, ca sĩ được công bố trên mặt báo đã khiến 3 người trẻ xa lạ này lại mắc xích với nhau. Số điện thoại của Thiên Hựu trên báo bị viết sai một con số, và đó cũng chính là số điện thoại của Dị Thục.
Ngày ngày Dị Thục nhận vô số cuộc gọi trong đó có cuộc gọi rất đặc biệt từ Hiển Văn. Dù mang trong mình căn bệnh ung thư quái ác nhưng anh luôn cố gắng hoàn thành tác phẩm cho Thiên Hựu...
Dị Thục - Hiểu Văn - Thiên Hựu liệu họ có thể gặp được nhau không?

## Các diễn viên chính
- Hồ Ca vai Hiểu Văn
- Chu Bút Sướng vai Di Thục
- Trương Bá Chi vai Thiên Hựu
- Trương Quốc Lập vai Ông bầu
- Trương Manh vai Hà Linh
- Quách Đức Cương vai Xa Hướng Tiền
- Ngưu Bôn vai Người quản lý